# Stadion Tyršova ulice
Stadion Tyršova ulice – stadion piłkarski we Vsetínie, w Czechach. Jego pojemność wynosi 2500 widzów. Swoje spotkania rozgrywają na nim piłkarze klubu FC Vsetín.
Pierwsze boisko w okolicy obecnego stadionu powstało w 1908 roku. Budowę obecnego obiektu rozpoczęto w 1938 roku. Powstanie stadionu poprzedziła wymiana terenów pomiędzy klubem, a miastem (SK Vsetín oddał miastu teren wraz ze swoim, użytkowanym dotąd boiskiem „Pod Žamboškou”, w zamian za co otrzymał nowy grunt „v Panské zahradě”). Jeszcze w 1938 roku oddano do użytku boisko piłkarskie, ale minęło kilka lat zanim stadion był w pełni ukończony. Obok boiska powstały także korty tenisowe. Obiekt w przeszłości gościł występy piłkarzy z Vsetína na drugim poziomie ligowym (najpierw za czasów Protektoratu Czech i Moraw, później także w Czechosłowacji). W 1953 roku wybudowane zostały szatnie. W 1970 roku stadion doczekał się trawiastego boiska, rok później zadaszono trybuny. 24 maja 1971 roku na obiekcie, przy obecności 5000 widzów, rozegrano jedno ze spotkań fazy grupowej Turnieju Juniorów UEFA (NRD – Czechosłowacja 2:2).